# 菲耶维尔莱帕克
菲耶维尔莱帕克（法語：Fierville-les-Parcs）是法国卡尔瓦多斯省的一个市镇，属于利雪区。该市镇总面积4.91平方公里，2009年时的人口为212人。

## 人口
菲耶维尔莱帕克人口变化图示
| 数据来源：INSEE |